# Az MHSZ Rádióamatőr füzeteinek listája
A Magyar Honvédelmi Sportszövetség (MHS), később Magyar Honvédelmi Szövetség (MHSZ) Rádióamatőr füzetei sorozat Kun József szerkesztésében és az MHS Rákóczi Lapkiadója kiadásában.

## A megjelent füzetek
| Sorszám | Szerző                                 | Cím                                                                                 | Évszám |
| ------- | -------------------------------------- | ----------------------------------------------------------------------------------- | ------ |
| 0       | Füvesi Gyula                           | A Szuperkészülék                                                                    | 1961.  |
| 1       | Bánszegi Ferenc                        | Hogyan lehetsz rádióamatőr?                                                         | 1959.  |
| 2       | Füvesi Gyula                           | Első rádiókészülékem                                                                | 1959.  |
| 3       | Stefanik Pál                           | Tanuljunk morzét                                                                    | 1959.  |
| 4       | Lengyel Gábor                          | Rókavadászat rádióval                                                               | 1959.  |
| 5       | Kún József                             | Televízió távolsági vétel                                                           | 1959.  |
| 6       | Makai István                           | Amatőr magnetofon három sebességre                                                  | 1959.  |
| 7       | Hetényi László                         | Televízió és URH antennák                                                           | 1959.  |
| 8       | Füvesi Gyula                           | Építjük első hangszórós rádiónkat                                                   | 1959.  |
| 9       | Gyurkovics Attila                      | Televízió készülékek javítása 1. AT301 AT302                                        | 1959.  |
| 10      | Zoltán Béla                            | Amatőr TV vevőkészülékek                                                            | 1959.  |
| 11      | Gyurkovics Attila                      | Televízió készülékek javítása 2. AT501 AT501M                                       | 1959.  |
| 12      | Sőreg István                           | Hat elektronikus hangszer                                                           | 1959.  |
| 13      | Házman István Hrabál László            | 1000 tranzisztor és dióda adatai 1.                                                 | 1960.  |
| 14      | Házman István Hrabál László            | 1000 tranzisztor és dióda adatai 2.                                                 | 1960.  |
| 15      | Hídvégi Tibor                          | Kezdő rádióamatőr adástechnikája                                                    | 1960.  |
| 16      | Radványi László                        | Hazai magnetofon készülékek                                                         | 1960.  |
| 17      | Heim József                            | Elektronikus készülékek fotoamatőröknek                                             | 1960.  |
| 18      | Székely Béla                           | Hi-Fi erősítők                                                                      | 1960.  |
| 19      | Gyurkovics Attila                      | Televízió készülékek javítása 3. AT403                                              | .      |
| 20      | Érczfalvi Gyula                        | Televízió készülékek javítása Munkácsy                                              | 1961.  |
| 21      | Rostás István                          | URH vételtechnika amatőröknek 1.                                                    | 1961.  |
| 22      | Rostás István                          | URH vételtechnika amatőröknek 2.                                                    | 1961.  |
| 23      | Gonda Gábor                            | Stabilizátorok elektroncsővel és tranzisztorral                                     | .      |
| 24      | Szépe Dezső                            | Rádióamatőrök matematikája 1.                                                       | 1961.  |
| 25      | Szépe Dezső                            | Rádióamatőrök matematikája 2.                                                       | 1961.  |
| 26      |                                        | Húsz tranzisztoros kapcsolás                                                        | 1961.  |
| 27      | Házman István Kovács Ferenc            | Tranzisztros rádiót építünk                                                         | 1961.  |
| 28      | Kiss László Gonda Gábor                | Amatőrantennák 1. Rövidhullám                                                       | 1961.  |
| 29      | Füvesi Gyula                           | Amatőrantennák 2. URH, TV                                                           | 1961.  |
| 30      | Füvesi Gyula                           | Amatőrantennák 3. Mérések, illesztések                                              | 1961.  |
| 31      | Mile Dezső Lénárt István               | Magnetofon készülékek javítása Mambo                                                | 1961.  |
| 32      | Rózsa Sándor                           | Tranzisztoros szupervevők építése                                                   | 1961.  |
| 33      | Hrabál László                          | Elektronikus villanófény készülékek                                                 | 1962.  |
| 34      | Érczfalvi Gyula                        | Televízió készülékek javítása Tavasz                                                | .      |
| 35      | Göblös János                           | Amit a rádióalkatrészekről tudni kell 1. Kondenzátorok                              | 1962.  |
| 36      | Bóné István                            | Rádiózavarelhárítás                                                                 | 1962.  |
| 37      | Vesztróczy Ernő                        | Amit a rádióalkatrészekről tudni kell 2. Ellenállások                               | 1962.  |
| 38      | Hajnal Gyula                           | Az "AT611" ( "Budapest" ) televízió készülék adatai                                 | 1962.  |
| 39      | Törő Lajosné Urbán János               | Tranzisztortechnikai tanfolyam 1.                                                   | 1962.  |
| 40      | Törő Lajosné Urbán János               | Tranzisztortechnikai tanfolyam 2.                                                   | 1962.  |
| 41      | Füvesi Gyula                           | Gyakorlati tranzisztoros kapcsolások                                                | 1962.  |
| 42      | Érczfalvi Gyula                        | Televízió készülékek javítása 6. Benczúr Kékes                                      | 1962.  |
| 43      | Kovács Ferenc                          | Tranzisztoros szupert építünk                                                       | 1962.  |
| 44      | Bereczky József                        | Rádióamatőrök elektrotechnikája                                                     | 1962.  |
| 45      | Hrabál László                          | A százarcú varázsszem                                                               | 1962.  |
| 46      | Gonda Gábor                            | Korszerű erősítőelemek                                                              | 1962.  |
| 47      | Radványi László                        | Hogyan készítsünk jó magnetofon felvételt?                                          | 1962.  |
| 48      | Gyurkovics Attila                      | Televízió készülékek javítása 7. AT403 AT505 Duna Tisza                             | 1962.  |
| 49      | Füvesi Gyula                           | A szuperkészülék építése és működése                                                | 1962.  |
| 50      |                                        | Mit hol találok?                                                                    | 1962.  |
| 51      | Gyurkovics Attila                      | Televízió készülékek javítása 8. AT602, AT603                                       | 1963.  |
| 52      | Radványi László                        | Magnetofon készülékek korszerűsítése                                                | 1963.  |
| 53      | Nánási Csaba                           | Televízió készülékek javítása 9. AT611 "Budapest"                                   | 1963.  |
| 54      | Kárpáti Zoltán Nagy Jenő               | Gyári tranzisztoros készülékek adatai                                               | 1963.  |
| 55      | Gonda Gábor                            | Amatőr mérések                                                                      | 1963.  |
| 56      | Kárpáti Zoltán                         | Tranzisztoros készülékek javítása                                                   | 1963.  |
| 57      | Bíró István Faragó György Ördög István | A rövidhullámú amatőr ismeretei 1.                                                  | 1963.  |
| 58      | Bíró István Faragó György Ördög István | A rövidhullámú amatőr ismeretei 2.                                                  | 1963.  |
| 59      | Rózsa Sándor Vereszky László           | Amatőr elektronikus műszerek építése                                                | 1963.  |
| 60      | Dr. Flórián Endre                      | Mit kell tudni a rádióhullámok terjedéséről?                                        | 1963.  |
| 61      | Kovács Ádám                            | Tranzisztoros műszer TV hangoláshoz                                                 | 1963.  |
| 62      | Tiborc Egon                            | Amit a rádióalkatrészekről tudni kell 3. Nagyfrekvenciás tekercsek és rezgőkörök    | 1963.  |
| 63      | Zillich Pál                            | Amit a rádióalkatrészekről tudni kell 4. Hangfrekvenciás és kimenő transzformátorok | 1963.  |
| 64      | Kárpáti Zoltán                         | Magnetofon készülékek javítása 2. Terta 811                                         | 1963.  |
| 65      | Gonda Gábor                            | Amatőr mérések 2. Alkatrészek mérése                                                | 1963.  |
| 66      | György Tamás                           | Amit a rádióalkatrészekről tudni kell 5. Mechanikus alkatrészek és szerelvények     | 1963.  |
| 67      | Lengyel Gábor                          | A kis rádiós rókavadász                                                             | 1963.  |
| 68      | Gyurkovics Attila                      | Átalakítások a TV készülékekben                                                     | 1963.  |
| 69      | Házman István Márkus Lenk Ferenc       | Tranzisztoros Hi-Fi erősítőt építünk                                                | 1963.  |
| 70      | Zillich Pál                            | Amit a rádióalkatrészekről tudni kell 6. Hálózati transzformátorok                  | 1963.  |
| 71      | Füvesi Gyula                           | Számítsuk ki! 1.                                                                    | 1963.  |
| 72      | Rózsa Sándor                           | Tranzisztoros műszerek építése                                                      | 1963.  |
| 73      | Schubert K. H.                         | A rádióamatőr műhelye, szerszáma és felszerelése                                    | 1964.  |
| 74      | Rózsa Károly Nánási Szabolcs           | Televízió készülékek javítása 11. AT650                                             | 1964.  |
| 75      | Kun József                             | Hasznos TV tanácsok                                                                 | 1964.  |
| 76      | Hetényi Lászlóné                       | Külföldi tranzisztoros készülékek adatai                                            | 1964.  |
| 77      | Gyurkovics Attila                      | Televízió készülékek javítása 11. Alba Regia 1.                                     | 1964.  |
| 78      | Gyurkovics Attila                      | Televízió készülékek javítása 11. Alba Regia 2.                                     | 1964.  |
| 79      | Kovács Ferenc                          | A tranzisztor működése képekben 1.                                                  | 1964.  |
| 80      | Kovács Ferenc                          | A tranzisztor működése képekben 2.                                                  | 1964.  |
| 81      | Rózsa Sándor                           | Válogatott tranzisztoros kapcsolások 1. Erősítők, magnetofonok                      | 1964.  |
| 82      | Rózsa Sándor                           | Válogatott tranzisztoros kapcsolások 2. Rádiókészülékek                             | 1964.  |
| 83      | Hrabál László Hajnal Gyula             | Újabb típusú rádiókészülékek                                                        | 1964.  |
| 84      | Hetényi László                         | Televízió kislexikon                                                                | 1964.  |
| 85      | Kovács Tibor                           | Autórádiók                                                                          | 1964.  |

## További információforrások
- Wlassits, Nándor HA8QC (2009. június 7.). „Itt a HA8KWE jelentkezik...”. Radiovilag.hu.